# Ачерето (Болцано)
Ачерето (итал. Acereto) је насеље у Италији у округу Болцано, региону Трентино-Јужни Тирол.
Према процени из 2011. у насељу је живело 292 становника. Насеље се налази на надморској висини од 1338 м.